# 頭角副脂䲁
頭角副脂䲁（學名：Paraclinus grandicomis），為輻鰭魚綱䲁形目脂䲁科副脂䲁屬的一個種，分布於西大西洋美國佛羅里達州南部、巴哈馬群島至小安地列斯群島海域，深度0至3公尺，本魚體褐色，全身和頭部佈滿淺色斑點，背鰭、臀鰭和尾鰭的基部為深褐色，邊緣淺色或透明，吻細長，末端鈍，鼻孔有細長的觸鬚，體長可達4公分，棲息在有海葵、海綿生長的礁石區，以蠕蟲及甲殼類為食，對海葵的觸手免疫。